# 1943 en Italie
Chronologie de l'Italie
- 1939
- 1940
- 1941
- 1942
- 1943
- 1944
- 1945
- 1946
- 1947

Cette page concerne l'année 1943 du calendrier grégorien.

## Événements
- 23 janvier : les troupes de Montgomery prennent Tripoli[1].
- 26 janvier : le corps expéditionnaire italien en retraite parvient à briser l'encerclement soviétique à la bataille de Nikolaïevka sur le Front de l'Est[2].
- 30 janvier : le général Vittorio Ambrosio est promu chef d'état-major après la destitution du général Ugo Cavallero[3].

- 5 février : Remaniement ministériel. Mussolini prend la direction du ministère des Affaires étrangères. Galeazzo Ciano est nommé ambassadeur auprès du Saint-Siège[4].
- 16-17 février : l’armée italienne massacre les 150 hommes du village de Domenikon en Grèce, en représailles d’une attaque de partisans[5].

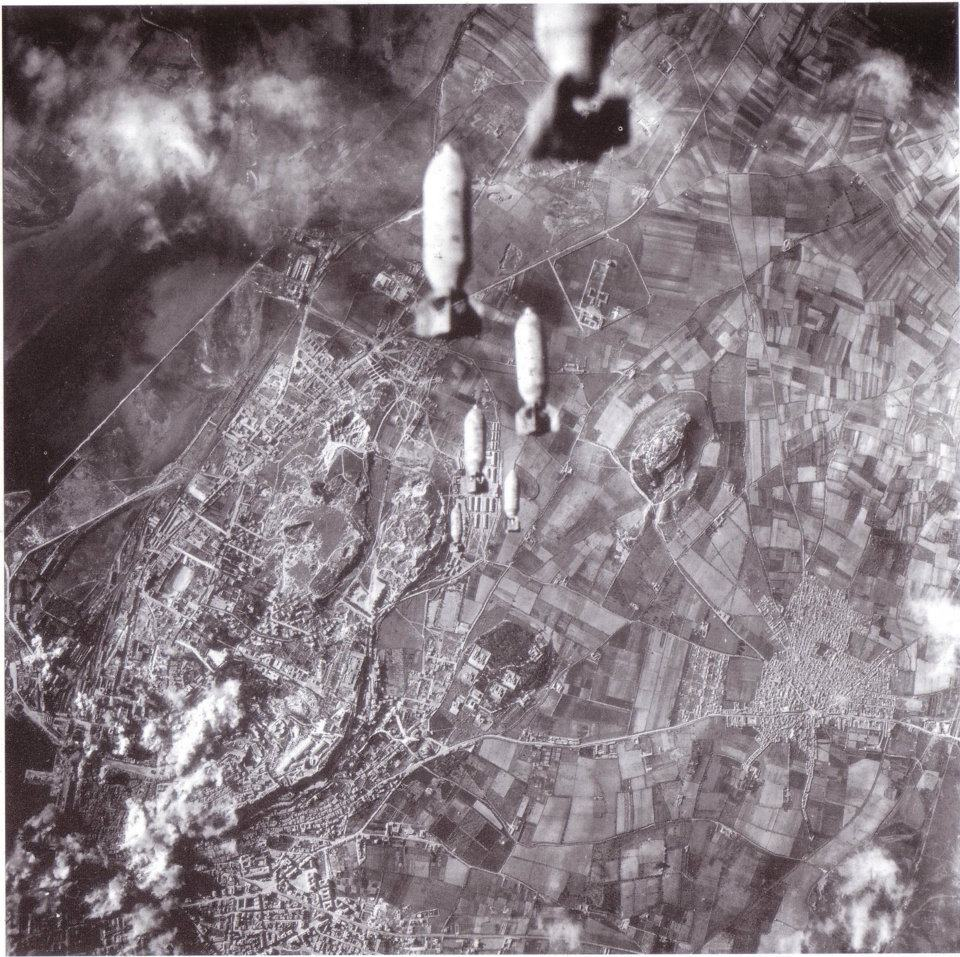
Bombardements de Cagliari.

- 17-26 février : bombardements de Cagliari ; le 27 février la ville est rasée[6].

- 5 mars : début à Turin d'une vague de grèves organisées par les communistes en Lombardie et au Piémont, entraînant 300 000 ouvriers. Les syndicats fascistes perdent toute représentativité[7].

- 26 avril : bombardement de Grosseto par l'aviation américaine[8].

- 11 mai : bombardement de Marsala[9].
- 13 mai : les forces italiennes en Afrique capitulent au cap Bon après la prise de Tunis le 7 mai face à la contre-offensive alliée[10].

- 12 juin : capitulation de l’île italienne de Lampedusa[11].

- 9 juillet : début de l'opération Ladbroke[12].
- 10 juillet : débarquement des forces anglo-américaines à Scoglitti, en Sicile. Début de la bataille de Gela[1] et de la campagne d'Italie.
- 12 juillet : Syracuse est prise par les Alliés[1].
- 14 juillet : massacre de Biscari ; des troupes américaines sont impliquées dans le meurtre de prisonniers de guerre désarmés allemands et italiens[13].
- 19 juillet : Mussolini rencontre Hitler à Feltre. Le même jour, Rome est bombardée par les Alliés[14].
- 22 juillet : Palerme est prise par les Alliés[1]. Les Siciliens accueillent les Alliés comme des libérateurs.
- 23 juillet : création à Palerme du mouvement pour l'indépendance de la Sicile[15].
- 25 juillet : le régime fasciste s’effondre : mis en minorité par le Grand Conseil du fascisme (motion Grandi du 24 juillet), Mussolini est arrêté sur ordre du roi et transporté sur l’île de Ponza[1].
- 26 juillet :
  - le maréchal Pietro Badoglio forme le nouveau gouvernement du royaume d’Italie (fin le 8 septembre)[16].
  - publication clandestine de Le idee ricostruttive della Democrazia Cristiana ; Alcide De Gasperi y présente le programme de la future Démocratie chrétienne[17].
- 28 juillet : 
  - le parti fasciste et le Grand Conseil sont dissous, le journal Il Popolo d'Italia est interdit[16].
  - le mouvement pour l'indépendance de la Sicile demande au haut-commandement allié de consentir à la constitution d'un gouvernement provisoire sicilien avec pour objectif la préparation d'un référendum en vue de l'indépendance de la Sicile[18].
- 29 juillet : la Chambre des faisceaux et des corporations est dissoute[16].
- 31 juillet - 6 août : attaque et prise de Troina en Sicile[19].

- 2-4 août : bataille de Centuripe en Sicile[20].
- 4 août : constitution d'une commission d'enquête sur l’enrichissement illégal des hiérarques fascistes[16].
- 6 août : entrevue des ministres italien et allemand des Affaires étrangères à Tarvisio ; Raffaele Guariglia et le général Ambrosio, chef d'état-major, rencontrent Ribbentrop et le maréchal Keitel[16].
- 10-17 août : opération Lehrgang ; évacuation de la Sicile par les troupes de l'Axe[21].
- 11 août : bombardement de Terni[22].

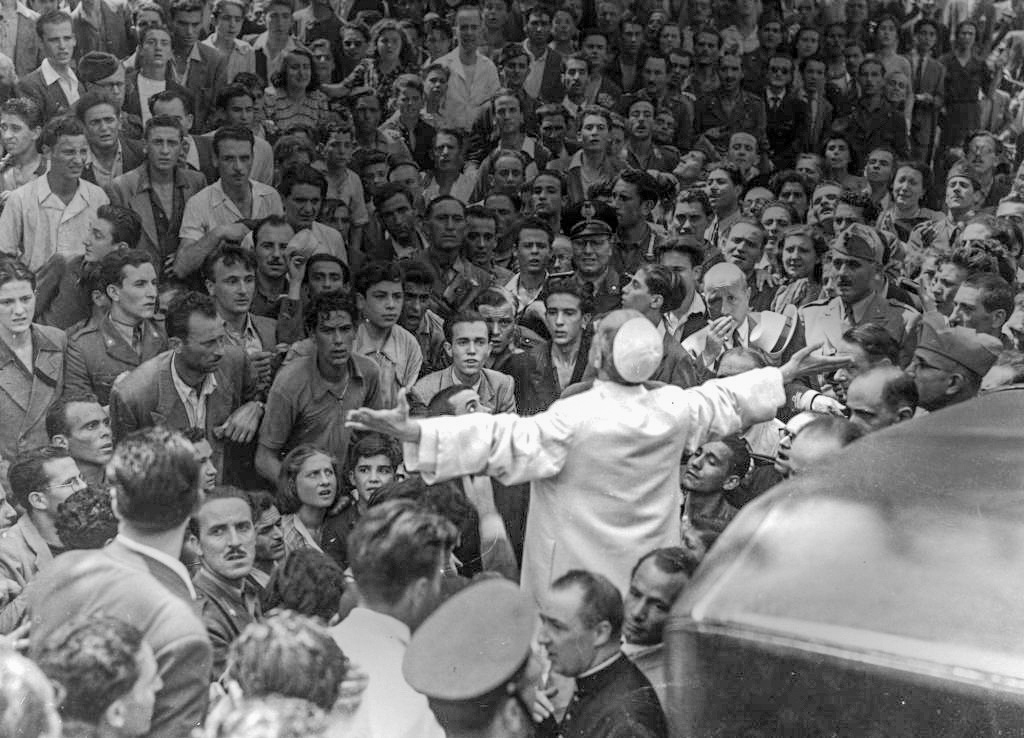
Pie XII au milieu des victimes du quartier bombardé à Rome le 13 août 1943.

- 13 et 20 août : nouveaux bombardements de Rome[23].
- 19 août : 
  - les ouvriers des usines de l’Italie du Nord se mettent en grève[24].
  - le gouvernement italien prend contact avec les Alliés à Lisbonne et poursuit les négociations en Sicile et en Tunisie pour la conclusion d’un armistice[25].
- 27 - 28 août : Altiero Spinelli fonde à Milan le Mouvement fédéraliste européen (MFE)[26].

- 3 septembre :

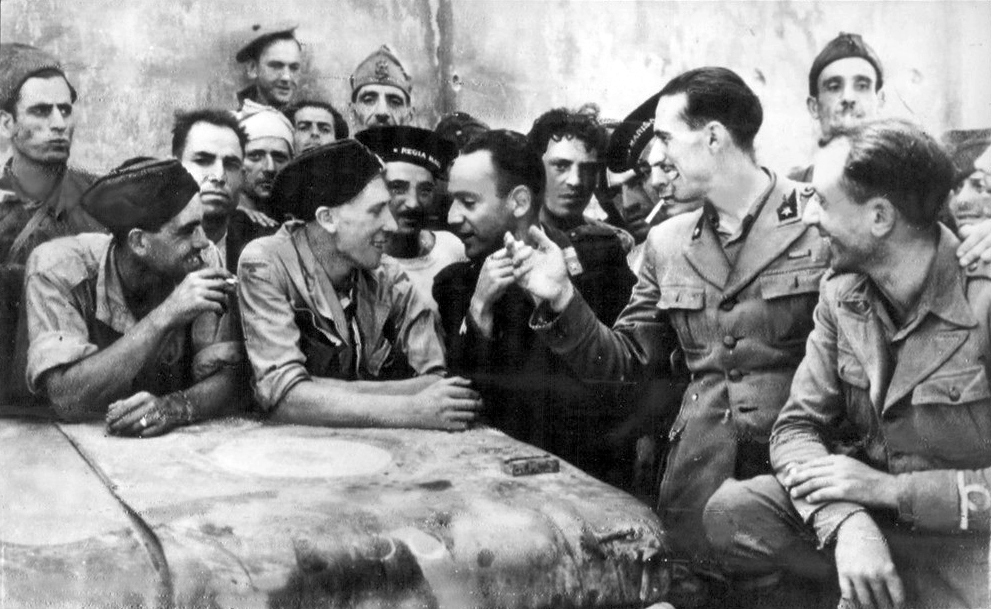
Soldats et marins discutent amicalement avec des aviateurs de la Royal Air Force peu après le débarquement des forces alliées près de Reggio de Calabre.

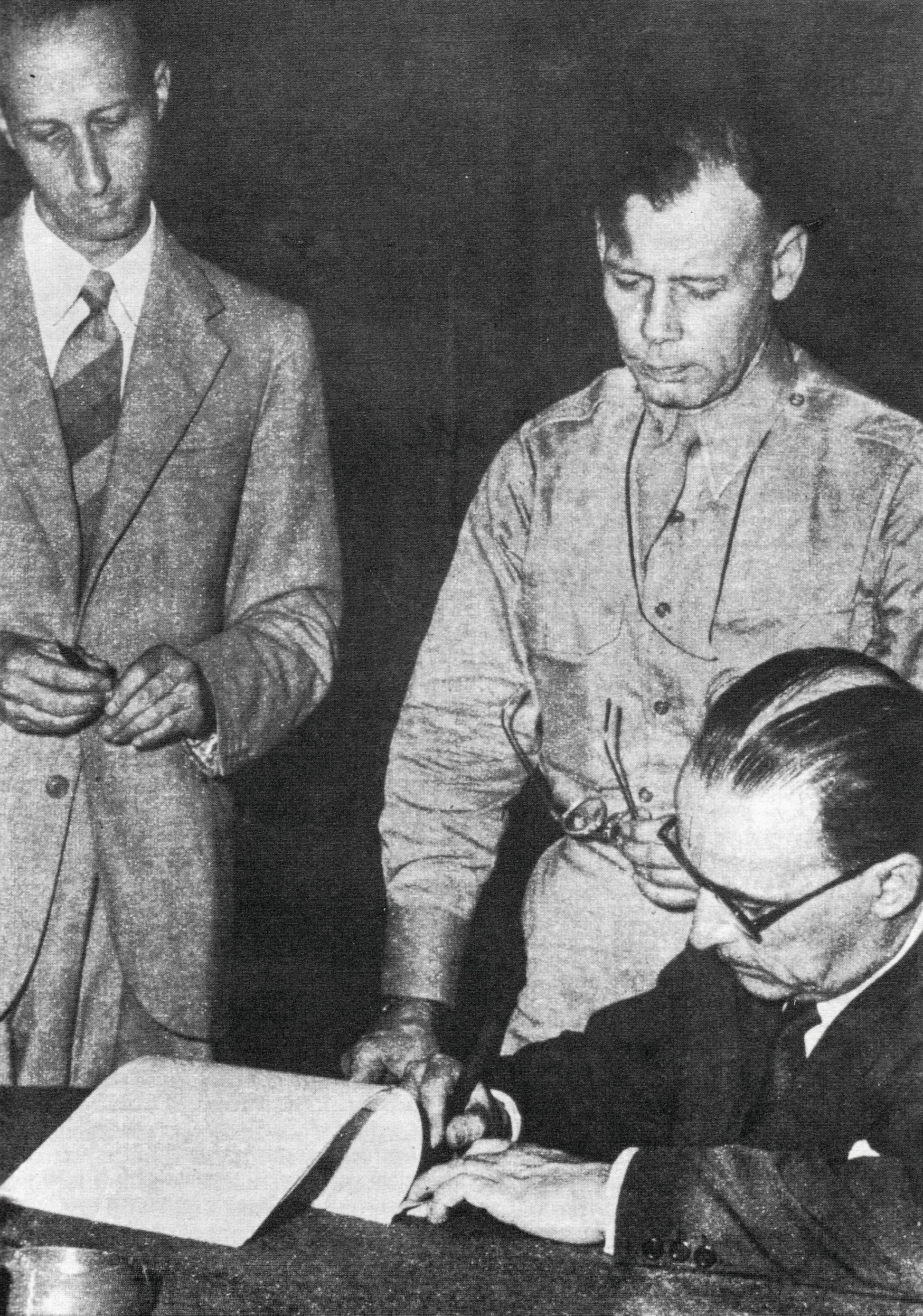
Le général Castellano signe l'armistice au nom de Badoglio.

  - des troupes britanniques et canadiennes débarquent à Reggio de Calabre sous le commandement de Montgomery[27].
  - armistice de Cassibile[1] : signature secrète de la capitulation de l’armée italienne par le général Castellano (Short Military Armistice).
- 8 septembre : proclamation de Badoglio. L’armistice entre en vigueur. Pris de court, Badoglio, le roi Victor-Emmanuel III d’Italie et le prince héritier doivent s’enfuir le 9 septembre en territoire allié pour échapper aux Allemands[28]. La fuite du roi entraine l’occupation de Rome par les Allemands[1]. Un grand nombre de citoyens romains s’opposent ouvertement ou clandestinement à l’occupation.
- 9 septembre :
  - débarquement des Alliés dans le golfe de Salerne, où ils rencontrent une vive résistance des Allemands[27].
  - fondation à Rome d’un Comité de libération nationale présidé par Ivanoe Bonomi et qui regroupe communistes, socialistes, libéraux, démocrates-chrétiens. Le Comité exige l’abdication du roi Victor-Emmanuel III[29]. Organisation de la résistance, regroupant d’anciens soldats réguliers, des prisonniers de guerre anglais ou américains libérés le 8 septembre, des réfractaires au travail obligatoire en Allemagne ou à la conscription. Dès l’automne, ils organisent les premières actions de sabotage et attaques de convois allemands.
- 10 septembre :
  - le roi d’Italie et une partie du Gouvernement du maréchal Badoglio débarquent à Brindisi[28].
  - Les Allemands envahissent le nord de l’Italie[30].

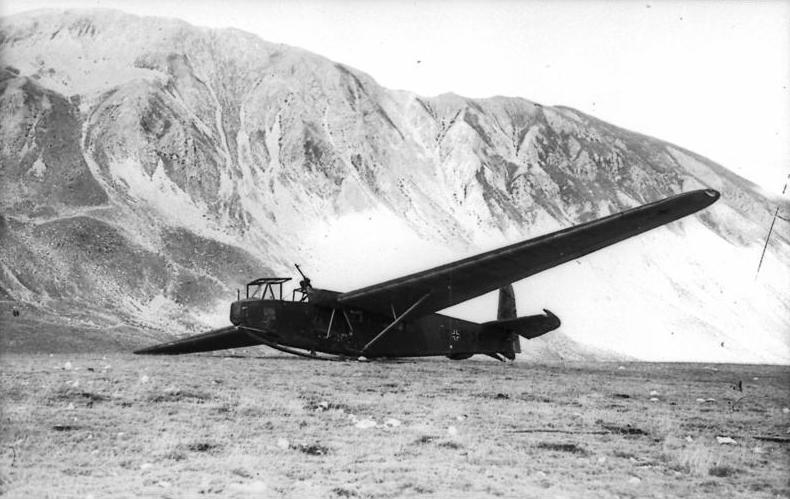
Planeur utilisé pour la libération de Benito Mussolini.

- 13 septembre : Mussolini, qui était détenu dans les Abruzzes, est libéré par un commando parachutiste dirigé par Otto Skorzeny sur ordre de Hitler[31].
- 15 septembre - 5 octobre : République partisane de Maschito. Des Républiques partisanes éphémères sont fondés dans des territoires libérés de l'Allemagne nazie et de la République sociale italienne[32].
- 16 septembre : mutinerie de Salerne[33].
- 19 septembre : massacre de Boves. 24 civils italiens sont tués et 350 maisons détruites par les tirs d'artillerie de la Waffen-SS[34].

- 23 septembre : Mussolini proclame à Salò, sur les rives du lac de Garde, une République sociale italienne[30]. Fin septembre, les Allemands occupent les deux tiers de l’Italie.
- 24 septembre : constitution à Capri du Comité exécutif du front de libération nationale de Benedetto Croce et du comte Sforza, antifascistes rentrés d’exil[35].

- 27- 1er octobre: les Quatre journées de Naples, révolte armée des habitants contre l’occupant allemand, contraint de quitter la ville avant l’arrivée des Alliés[36].
- 29 septembre : Long Armistice. Badoglio signe au large de Malte avec les Alliés un armistice plus détaillé[37].

- 1er octobre : entrée dans Naples de la Ve armée américaine[10]. Les Allemands ont incendié la ville avant de l’évacuer.
- 2 - 6 octobre : opérations Begonia et Jonquil[38].
- 13 octobre :
  - le gouvernement italien de Badoglio déclare la guerre à l’Allemagne[39].
  - massacre de Caiazzo perpétré par les troupes allemandes sur des civils[40].
- 16 octobre : rafle du Ghetto de Rome ; 8 500 Juifs sont déportés d'Italie vers les camps nazis jusqu'à la fin de la guerre[41].
- 17 - 19 octobre : premier heurts entre les forces allemandes et des groupes de partisans dans la province de Lecco en Lombardie[42].

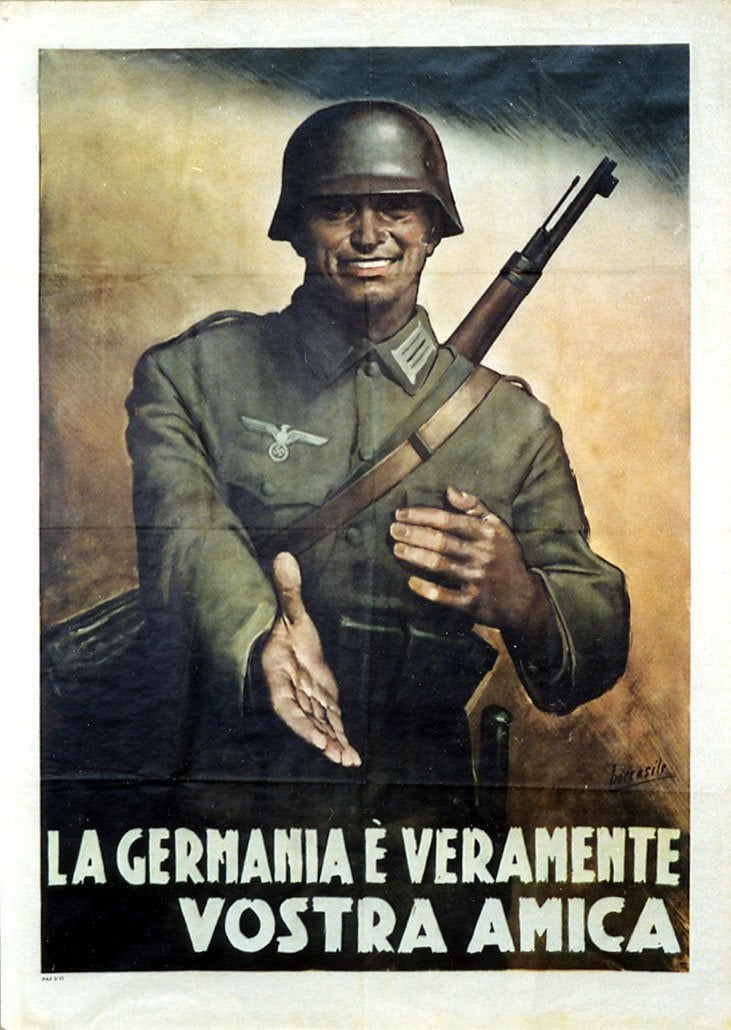
Affiche de propagande fasciste de la République sociale italienne dessinée par Gino Boccasile.

- 23 octobre : traité entre la République Sociale et le Reich fixant les nouvelles modalités politiques et financières de l'alliance entre la nouvelle république et le Reich[43].

- 13 novembre : assassinat d'Igino Ghisellini responsable fédéral du Parti fasciste républicain à Ferrare. L'Italie est livrée à une guerre civile entre partisans et adversaires des Allemands[44].
- 14-15 novembre : le congrès du parti fasciste républicain à Vérone adopte un manifeste. Le parti revient à ses origines socialisantes et préconise la fin du capitalisme. La socialisation des moyens de production devient le principal objectif de la « République sociale italienne »[39].

- Novembre - décembre : nouvelles grèves à Milan et à Turin[41].

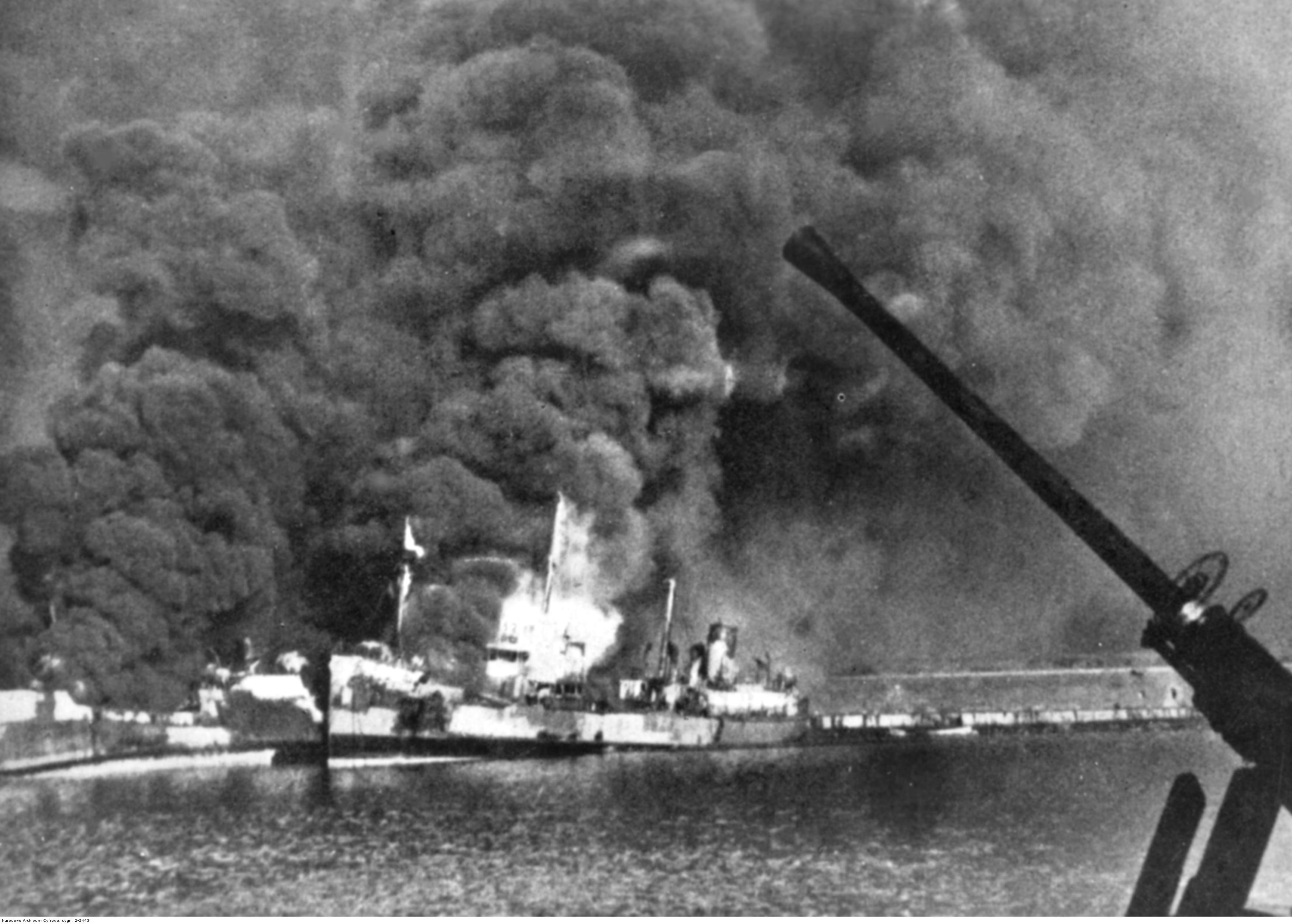
Attaque aérienne allemande contre la flotte anglo-américaine dans le port de Bari.

- 2 décembre : bombardement de Bari par les Allemands[45].
- 3 décembre : les Alliés passent le fleuve Sangro[46].
- 4-26 décembre : campagne de la rivière Moro[46].
- 7 décembre : Chiara Lubich décide de consacrer sa vie à Dieu ; naissance du mouvement des Focolari[47].
- 8 décembre : le gouvernement fasciste républicain crée la garde nationale républicaine[48].
- 8-17 décembre : bataille de San Pietro Infine. Les troupes Alliés atteignent la Ligne Gustave[49].
- 19 décembre : déclaration de Chivasso ; les représentants de la Résistance italienne des vallées alpines revendique un système politique républicain sur une base régionale[50].
- 28 décembre : les Alliés prennent Ortona après une bataille acharnée [46].

## Culture

### Cinéma

#### Films italiens sortis en 1943
- 3 février : L'uomo dalla croce (L'homme à la croix),  film de Roberto Rossellini.
- 16 mai : Ossessione (Les Amants diaboliques), film de Luchino Visconti

### Littérature

#### Livres parus en 1943
- Il quartiere,  de Vasco Pratolini.
- Le amiche, de Vasco Pratolini.
- Agostino, d'Alberto Moravia.

#### Prix et récompenses
- Prix Bagutta : non décerné
- Prix Viareggio : non décerné à cause de la guerre

## Naissances en 1943
- 5 janvier : Luigi Ghirri, photographe. († 14 février 1992)
- 15 février : Domenico Starnone,  écrivain, journaliste et scénariste, lauréat en 2001 du prix Strega et du prix Napoli pour Via Gemito (Feltrinelli).
- 14 janvier : Angelo Bagnasco, cardinal, archevêque de Gênes.
- 2 juin : Crescenzio Sepe, cardinal, archevêque de Naples.
- 8 juillet : Guido Marzulli, peintre.
- 4 août : Laura Biagiotti, styliste. († 26 mai 2017)
- 25 septembre : Massimo Mattioli, auteur de bande dessinée. († 23 août 2019)
- 5 novembre : Franco Del Prete, musicien et batteur. († 13 février 2020)
- 19 décembre : Isabella Biagini, actrice et présentatrice. († 14 avril 2018)

## Décès en 1943
- 11 avril : Federico Cattani Amadori, 86 ans, cardinal. (° 17 avril 1856)
- 16 mai : Roberto Marcolongo, 81 ans, mathématicien et physicien. (° 28 août 1862)
- 12 août : Vittorio Sella, 83 ans, alpiniste et photographe. (° 20 août 1859)
- 20 septembre : Vito Cascio Ferro dit « Don Vito », 81 ans, criminel scicilien, l'un des plus puissants parrains de l'histoire de la mafia sicilienne, la Cosa nostra, actif à la fin du XIXe siècle et au début du XXe siècle. (° 22 janvier 1862)
- 11 octobre : Ettore Ovazza, 51 ans, banquier et homme d'affaires d'origine juive, ayant pris parti pour le fascisme. (° 21 mars 1892)
- 27 octobre : Pietro Tresso, dit Blasco, 50 ans, homme politique, l'un des fondateurs du Parti communiste italien, exclu pour trotskisme. (° 30 janvier 1893)
- 14 novembre : Ugo Cavallero, 63 ans, militaire et homme politique, promu maréchal d'Italie en 1942. (° 20 septembre 1880)
- 4 décembre : Camillo Olivetti, 75 ans, ingénieur et chef d'entreprise, fondateur de la société Olivetti. (° 13 août 1868)